# Championnats d'Europe de course en ligne de canoë-kayak 2025
Navigation
Szeged 2024 Édition suivante
Les Championnats d'Europe de course en ligne de canoë-kayak 2026, trente-cinquième édition des Championnats d'Europe de course en ligne de canoë-kayak, ont lieu du 19 au 22 juin 2025 à Račice, en Tchéquie. Le bassin avait déjà accueilli trois championnats d'Europe (2006, 2015, 2017) ainsi que les championnats du monde 2022.
Plusieurs distances non-olympiques ont été supprimées (C2 1000 m, K2 200m, K4 1000 m) et une nouvelle épreuve mixte, le 500m canoë 4 places, est intégré au programme.
La compétition accueille également les championnats d'Europe de para-canoë.

## Résultats
- Catégories non-olympiques (ou paralympiques)

### Hommes
| Épreuves   | Or                                                                            | Or        | Argent                                                              | Argent    | Bronze                                                                        | Bronze    |
| ---------- | ----------------------------------------------------------------------------- | --------- | ------------------------------------------------------------------- | --------- | ----------------------------------------------------------------------------- | --------- |
| C-1 200 m  | Pablo Graña Alonso                                                            | 38,291    | Oleksii Koliadych                                                   | 38,338    | Andri Rybachok                                                                | 38,544    |
| C-1 500 m  | Martin Fuksa                                                                  | 1:47,733  | Serghei Tarnovschi                                                  | 1:49,280  | Cătălin Chirilă                                                               | 1:49,313  |
| C-1 1000 m | Cătălin Chirilă                                                               | 3:46,781  | Martin Fuksa                                                        | 3:46,838  | Serghei Tarnovschi                                                            | 3:49,128  |
| C-1 5000 m | Serghei Tarnovschi                                                            | 23:29,537 | Wiktor Głazunow                                                     | 23:30,538 | Carlo Tacchini                                                                | 23:38,796 |
| C-2 500 m  | Italie- Gabriele Casadei - Carlo Tacchini                                     | 1:36,058  | Espagne- Daniel Grijalba - Adrián Sieiro                            | 1:36,148  | Hongrie- Kristóf Kollár - István Juhász                                       | 1:36,978  |
|            |                                                                               |           |                                                                     |           |                                                                               |           |
| K-1 200 m  | Strahinja Dragosavljević                                                      | 34,138 s  | Messias Baptista                                                    | 34,174 s  | Carlos Arévalo López                                                          | 34,554 s  |
| K-1 500 m  | Ádám Varga                                                                    | 1:37,455  | Álex Graneri                                                        | 1:38,242  | Josef Dostál                                                                  | 1:38,322  |
| K-1 1000 m | Fernando Pimenta                                                              | 3:25,096  | Martin Nathell                                                      | 3:26,009  | Bálint Kopasz                                                                 | 3:26,019  |
| K-1 5000 m | Fernando Pimenta                                                              | 21:14,874 | Ádám Varga                                                          | 21:15,984 | Mads Pedersen                                                                 | 21:17,760 |
| K-2 500 m  | Allemagne- Jacob Schopf - Max Lemke                                           | 1:27,107  | Tchéquie- Jakub Špicar - Daniel Havel                               | 1:27,340  | Italie- Samuele Burgo - Tommaso Freschi                                       | 1:27,430  |
| K-4 500 m  | Portugal- Gustavo Gonçalves - João Ribeiro - Messias Baptista - Pedro Casinha | 1:19,319  | Tchéquie- Michal Kulich - Daniel Havel - Jakub Špicar - Radek Šlouf | 1:19,532  | Pologne- Jakub Stepun - Valerii Vichev - Sławomir Witczak - Jarosław Kajdanek | 1:19,642  |

### Femmes
| Épreuves   | Or                                                              | Or        | Argent                                                                  | Argent    | Bronze                                                                                | Bronze    |
| ---------- | --------------------------------------------------------------- | --------- | ----------------------------------------------------------------------- | --------- | ------------------------------------------------------------------------------------- | --------- |
| C-1 200 m  | Dorota Borowska                                                 | 45,178    | Liudmyla Luzan                                                          | 45,658    | Viktoria Yarchevska                                                                   | 45,781    |
| C-1 500 m  | Liudmyla Luzan                                                  | 2:06,807  | Réka Opavszky                                                           | 2:08,793  | María Corbera Muñoz                                                                   | 2:11,004  |
| C-1 5000 m | Zsófia Csorba                                                   | 26:55,664 | María Corbera Muñoz                                                     | 26:58,526 | Daniela Cociu                                                                         | 27:11,617 |
| C-2 200 m  | Espagne- Maria dels Àngels Moreno - Viktoria Yarchevska         | 42,242    | Ukraine- Liudmyla Luzan - Iryna Fedoriv                                 | 42,309    | Hongrie- Ágnes Kiss - Bianka Nagy                                                     | 42,856    |
| C-2 500 m  | Espagne- Maria dels Àngels Moreno - Viktoria Yarchevska         | 1:55,543  | Ukraine- Liudmyla Luzan - Iryna Fedoriv                                 | 1:56,456  | Hongrie- Ágnes Kiss - Bianka Nagy                                                     | 1:57,163  |
|            |                                                                 |           |                                                                         |           |                                                                                       |           |
| K-1 200 m  | Anna Lucz                                                       | 39,715 s  | Anja Osterman                                                           | 39,905 s  | Milica Novaković                                                                      | 40,155 s  |
| K-1 500 m  | Zsóka Csikós                                                    | 1:47,902  | Anna Puławska                                                           | 1:48,636  | Milica Novaković                                                                      | 1:49,393  |
| K-1 1000 m | Zsóka Csikós                                                    | 3:50,294  | Melina Andersson                                                        | 3:54,321  | Laura Pedruelo                                                                        | 3:55,841  |
| K-1 5000 m | Zsóka Csikós                                                    | 23:39,685 | Susanna Cicali                                                          | 23:40,471 | Melina Andersson                                                                      | 23:41,126 |
| K-2 500 m  | Pologne- Martyna Klatt - Anna Puławska                          | 1:37,273  | Allemagne- Paulina Paszek - Pauline Jagsch                              | 1:37,939  | Hongrie- Blanka Kiss - Anna Lucz                                                      | 1:38,123  |
| K-4 500 m  | Hongrie- Sára Fojt - Noémi Pupp - Laura Újfalvi - Emese Kőhalmi | 1:35,277  | Espagne- Sara Ouzande - Lucía Val - Estefanía Fernández - Bárbara Pardo | 1:35,737  | Allemagne- Paulina Paszek - Katharina Diederichs - Pauline Jagsch - Hannah Spielhagen | 1:36,164  |

### Mixte
| Épreuves  | Or                                                                                        | Or       | Argent                                                                  | Argent   | Bronze                                                                         | Bronze   |
| --------- | ----------------------------------------------------------------------------------------- | -------- | ----------------------------------------------------------------------- | -------- | ------------------------------------------------------------------------------ | -------- |
| C-4 500 m | Espagne- Maria dels Àngels Moreno - María Corbera Muñoz - Adrián Sieiro - Daniel Grijalba | 1:36,255 | Hongrie- Réka Opavszky - Kristóf Kollár - István Juhász - Zsófia Csorba | 1:36,868 | Moldavie- Serghei Tarnovschi - Maria Olărașu - Daniela Cociu - Oleg Tarnovschi | 1:38,999 |

### Paracanoë
| Épreuves  | Or                  | Or       | Argent             | Argent   | Bronze          | Bronze   |
| Hommes    | Hommes              | Hommes   | Hommes             | Hommes   | Hommes          | Hommes   |
| --------- | ------------------- | -------- | ------------------ | -------- | --------------- | -------- |
| KL1 200 m | Peter Kiss          | 44.306   | Rémy Boullé        | 48.966   | Robert Suba     | 50.233   |
| KL2 200 m | David Phillipson    | 41.516   | Christian Volpi    | 42.339   | Mykola Syniuk   | 42.636   |
| KL3 200 m | Serhii Yemelianov   | 39.965   | Jonathan Young     | 41.022   | Juan Valle      | 41.249   |
|           |                     |          |                    |          |                 |          |
| VL1 200 m | Moritz Berthold     | 1:07.792 | Alessio Bedin      | 1:10.199 | Taylor Gough    | 1:11.016 |
| VL2 200 m | Norberto Mourão     | 54.235   | Edward Clifton     | 55.062   | Higinio Rivero  | 55.202   |
| VL3 200 m | Vladyslav Yepifanov | 46.783   | Stuart Wood        | 48.696   | Adrian Mosquera | 49.793   |
| Femmes    |                     |          |                    |          |                 |          |
| KL1 200 m | Maryna Mazhula      | 55.954   | NC                 | NC       | NC              | NC       |
| KL2 200 m | Charlotte Henshaw   | 48.218   | Katalin Varga      | 52.025   | Anja Adler      | 52.568   |
| KL3 200 m | Laura Sugar         | 46.014   | Nélia Barbosa      | 47.761   | María Jiménez   | 47.788   |
|           |                     |          |                    |          |                 |          |
| VL1 200 m | Chinette Lauridsen  | 1:09.343 | Viktoryia Shablova | 1:13.413 | Lillemor Koeper | 1:25.768 |
| VL2 200 m | Veronica Biglia     | 1:06.730 | Ines Felipe        | 1:07.524 | Edina Mueller   | 1:08.837 |
| VL3 200 m | Hope Gordon         | 54.221   | Charlotte Henshaw  | 55.491   | Eléa Charvet    | 57.692   |

### Tableau des médailles
- Pays organisateur (Hongrie)

Sans tenir compte du paracanoë
| Rang  | Nation    | Or | Argent | Bronze | Total |
| ----- | --------- | -- | ------ | ------ | ----- |
| 1     | Hongrie   | 7  | 3      | 5      | 15    |
| 2     | Espagne   | 4  | 4      | 4      | 12    |
| 3     | Portugal  | 3  | 1      | 0      | 4     |
| 4     | Pologne   | 2  | 3      | 1      | 6     |
| 5     | Tchéquie  | 1  | 3      | 1      | 5     |
| 5     | Ukraine   | 1  | 3      | 1      | 5     |
| 7     | Moldavie  | 1  | 1      | 3      | 5     |
| 8     | Italie    | 1  | 1      | 2      | 4     |
| 9     | Allemagne | 1  | 1      | 1      | 3     |
| 10    | Serbie    | 1  | 0      | 2      | 3     |
| 11    | Roumanie  | 1  | 0      | 1      | 2     |
| 12    | Suède     | 0  | 2      | 1      | 3     |
| 13    | Slovénie  | 0  | 1      | 0      | 1     |
| 14    | Danemark  | 0  | 0      | 1      | 1     |
| Total | Total     | 23 | 23     | 23     | 69    |